# Église Sainte-Marie d'Ateca
 (juillet 2018).
Le contenu est difficilement compréhensible vu les erreurs de traduction, qui sont peut-être dues à l'utilisation d'un logiciel de traduction automatique.
L'église Sainte-Marie de Ateca est une église paroissiale catholique de la ville de la province de Saragosse d'Ateca. Ateca est une commune d’Espagne, dans la province de Saragosse, communauté autonome d'Aragon comarque de Comunidad de Calatayud. C'est siège de l'Arciprestazgo du Haut Jalón du diocèse de Tarazona.

## Description

### L'église
Il s'agit d'une église mudéjare fortifiée du XIIIe siècle, construite en briques, une seule nef avec une abside heptagonale sur laquelle, au cours des siècles, ont été construits divers ajouts. Deux chapelles originales sont conservées à côté du presbytérium, celle de Ciria et celle de Ramírez et de plus tard les quatre chapelles postérieures, deux de chaque côté.
Mention spéciale à la chapelle de Notre-Dame de la base, dont la taille est au XVIe siècle, alors que la chapelle baroque, avec un sanctuaire dédié à la Vierge du début du XXe siècle. Dans cette chapelle deux tableaux de grandes dimensions relatives à la Vierge de la base, dix-huitième et adresse c'est de La Soledad sont conservés, restaurés récemment à la fois, avec ce dernier un exemple d'architecture éphémère baroque espagnole monument Pâques, une merveille de toiles peintes qui font croire au public qui est devant un exemple de l'architecture royale et pas encore des toiles peintes avec plus des machines et des rideaux de scène qui peuvent être soulevées et abaissées à volonté. Dans cette chapelle, sous l'image de la Vierge de la Soledad a dans un verre à l'image de « Cristo de la Cuna » Principale procession de la Semaine Sainte en Ateca et a été sculpté par le sculpteur Bernardino Vililla vers 1661 à l'origine ce fut une taille d'image articulée pour représenter la descente de la croix jusqu'à ce que cette représentation a été perdue et est fixé à bras clous en lui laissant que l'image du corps allongé. Après la chapelle de La Soledad sur le côté nord de l'église est la chapelle de la Vierge du Pilar avec un retable du XVIIe et face à ce siècle, la chapelle de l'Enfant Jésus, ainsi que la montée au clocher se trouve.
La dernière section de la nef, (S.XVI) où se trouve le chœur est un ajout après l'usine principale de l'église et face à l'extérieur a été fortement fortifiée, en cours de construction, contrairement au reste de l'église en calcaire et avec une galerie avec des arcs pointus à son sommet. Sur le côté nord de l'église il y a une tour qui date probablement du XIVe siècle à partir de la guerre des deux cailloux et qui ferme la chapelle de la Vierge du Pilier.
À la fin du XVIIIe siècle l'église a un orgue néoclassique construit dans l'atelier du célèbre organiste maestro Fernando Molero gendre de Julián de la Orden entre 1798 et 1802, d'une excellente sonorité qui est complètement restaurée et trouvée situé dans le chœur au pied de la nef centrale. Il a une excellente trompette de bataille. Sous l'orgue est la fonte baptismale.
Le retable principal dédié à l'Assomption de Marie, au XVIIe siècle, a fait entre 1650 et 1657 par Martin de la Almunia et Bernardo Ibáñez et polychromé par Juan de Lobera et leurs enfants Jusepe et Francisco, il a pris sa retraite l'image centrale Vierge qui venait du monastère de Santa María de Huerta, du XVIIIe siècle par lequel il avait à l'origine et qui conservait dans la sacristie. Dans la restauration de 2012 ont été trouvés dans cette église les plus anciennes peintures mudéjares d'Aragon.
À propos du chœur un Christ gothique polychromes de la fin du XIVe siècle d'une excellente fabrication est conservé, qui ont perdu quatre évangélistes qui étaient probablement à chaque extrémité de la croix et les origines de l'église serait président du temple.
Il faut signaler, aussi les retables de Santa Quiteria, 1574 et l'Annonciation de la fin du XVIe siècle, des objets d'or, une table devant Terno autel et velours rouge du XVIe siècle.

### La tour

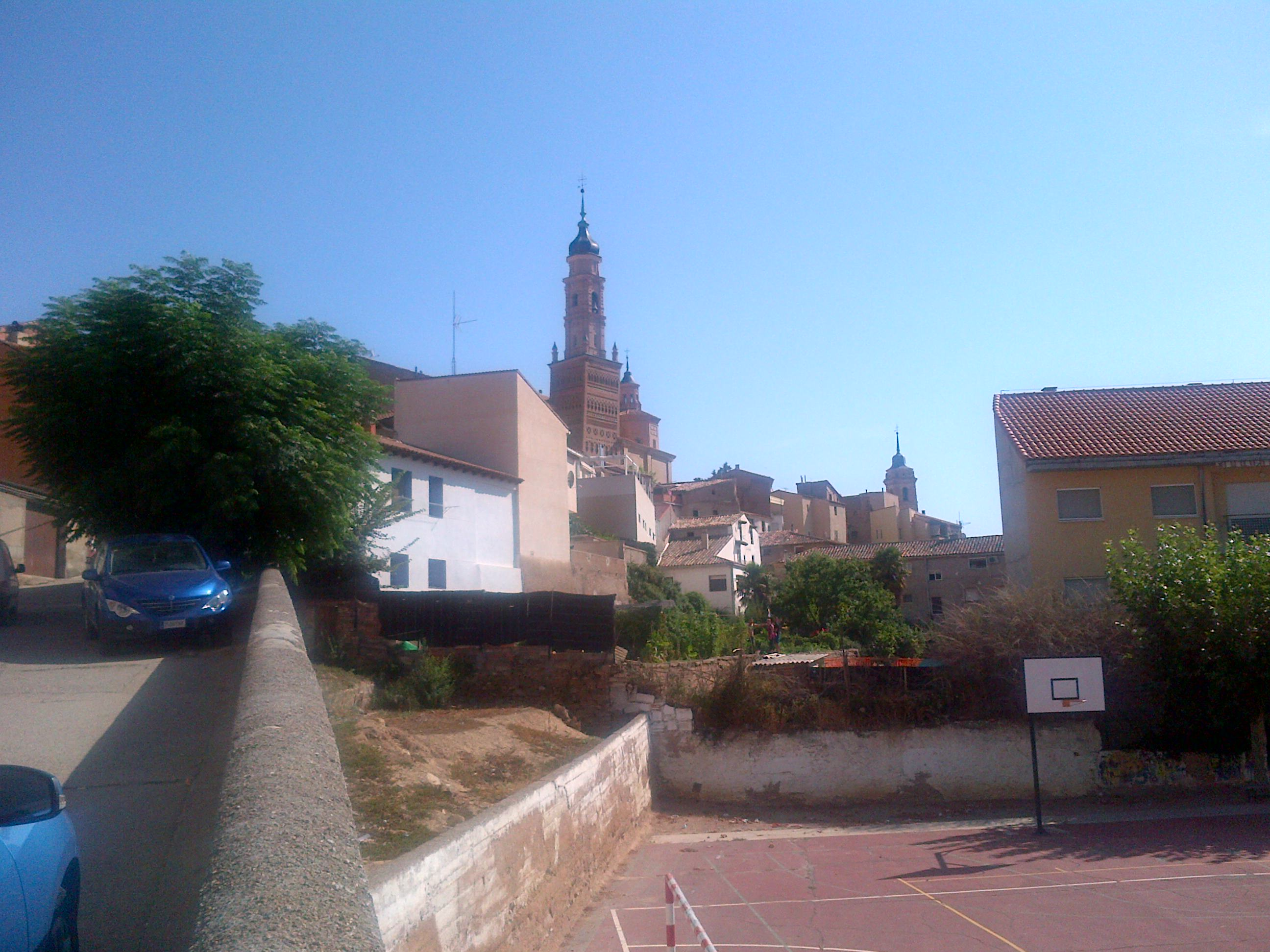
Tour de Santa María d´Ateca

Le clocher-tour de Santa Maria de Ateca est une tour de style mudéjar en Aragon.
La base est quadrangulaire et a deux corps bien différenciés. Le bas du corps de la tour, à Almohade structure de minaret avec tour et contre-tour et certains auteurs pourraient être une véritable fin de tour almohade du XIe siècle appartenant à la mosquée préexistante, d'autres auteurs pensent qu'il s'agit d'une tour mudéjar du XIIIe siècle. La particularité de la construction, est que, contrairement à d'autres tours où il y a une mortaise centrale sur l'échelle se trouve dans la tour, comme dans les minarets almohades, il y a une tour intérieure contenue dans laquelle nous décorées et qui sont joints par des escaliers qui sont couverts par des voûtes de demi-baril et crucería simple. La tour intérieure est une succession de quatre salles superposées recouvertes de voûtes de configuration différente. Dans la tour extérieure, les évents du corps inférieur sont un jeu et un abaissé. Les éléments de bandes qui se chevauchent ont fait des arcs outrepassés, inscrites dans des lames carrées, pointes, esquinillas et arcs en ogive sillonnant, combinée à ataifores céramique et columnillas vert et miel très característicos. Au cours de la récente restauration, dans la partie cachée de la tour, a trouvé ataifores d'origine avec les propres décorations Califat, en soutenant la thèse selon laquelle c'est un véritable XIe siècle tour almohade appartenant à la mosquée existante.
Initialement, cette tour était exempte de l'église en s'unissant à la même dans les travaux d'extension du XVIe siècle.
Le haut du corps est un baroque ajouté qui a été fait pour remplacer le vieux clocher qui, selon l'hypothèse, aurait pu être similaire à la tour de l'église de San Miguel Arcángel (Belmonte de Gracián).
L'ensemble a été déclaré d'intérêt culturel dans la catégorie des monuments par décret royal du 12 janvier 1983.